# Mehmet Akif Pirim
Mehmet Akif Pirim (ur. 17 września 1968 w Rize) – turecki zapaśnik. Złoty medalista olimpijski z Barcelony i brązowy z Atlanty.
Walczył w stylu klasycznym, w kategorii wagowej do 62 kg. Nie startował na żadnych innych igrzyskach poza tymi, na których zdobywał medale. Zdobył tytuł wicemistrza świata z 1991 roku. Jest również trzykrotnym mistrzem igrzysk śródziemnomorskich (1991, 1993, 1997). Zdobył też medal na światowych wojskowych igrzyskach sportowych w 1995 roku.